# Bandeira da Venezuela

Pavilhão estatal e naval, bandeira antiga e bandeira de guerra, adopção: 1953-1999. Proporções: 2:3

A bandeira da Venezuela é constituída por três listras horizontais de tamanho idêntico, com as cores amarela, azul e vermelha. O amarelo simboliza as riquezas do território venezuelano, o azul o mar que separa a Venezuela da Espanha e o vermelho o sangue derramado pelos que lutaram pela independência. Na listra azul figuraram ao centro oito estrelas em arco que representam as sete províncias que assinaram o Acto de Independência (Acta de la Independencia) a 5 de Julho de 1811 (Caracas, Cumaná, Barcelona, Barinas, Margarita, Mérida e Trujillo). Em Março de 2006 o governo da Venezuela decretou a adição de mais uma estrela na listra azul.

## História
No dia 12 de Março de 1806 o herói independentista venezuelano Francisco de Miranda içou no seu navio Leander, que se encontrava nas águas da baia de Jacmel no Haiti, uma bandeira tricolor com as actuais cores da bandeira. Essa mesma bandeira foi adoptada em 1811 pelo Congresso, tendo sido içada como bandeira nacional pela primeira vez a 14 de Julho do mesmo ano.
No dia 15 de Julho de 1930 o Congresso Nacional decretou a junção das sete estrelas em forma de arco na lista azul.
A 17 de Fevereiro de 1954, através da Lei da Bandeira, Escudo e Hino Nacionais (Ley de Bandera, Escudo e Himno Nacionales), foi incorporado o brasão de armas da Venezuela na lista amarela, situando-o no extremo superior junto ao haste. Esta é a bandeira da Presidência da República e das Forças Armadas, que se encontra também nos edifícios governamentais.
Em 1963 o presidente venezuelano Rómulo Betancourt declarou o dia 12 de Março como Dia Nacional da Bandeira, em memória do dia no qual ela foi içada pela primeira vez por Mirando.

## Mudanças de 2006
No dia 12 de Março de 2006 foram anunciadas alterações à bandeira da Venezuela. O então  Presidente da Venezuela Hugo Chávez anunciou os seus planos para adicionar uma oitava estrela à bandeira da Venezuela, a chamada "estrela Bolívar", em cumprimento a um decreto de 1817 expedido por Simon Bolívar. Esta oitava estrela representa a Província de Guayana, uma das Províncias da Venezuela no momento da declaração da sua independência. As mudanças também incluíram um cavalo branco galopando à esquerda em vez de direita, um arco e flecha representando os povos indígenas da Venezuela e um facão para representar o trabalho. Embora a nova bandeira tenha sido aprovada pelo governo venezuelano, o porta-voz da oposição  Óscar Pérez declarou publicamente que não usaria a nova bandeira. Em 2008, Chávez revelou que mudou a direção do cavalo para atender a um capricho da sua filha Rosinés.
A oposição venezuelana criticou as alterações, alegando que estas não resultaram de uma ampla consulta popular.

## Mudanças do século XIX
Durante a primeira metade do século XIX, sete estrelas foram adicionadas à bandeira para representar os sete signatários da declaração de independência da Venezuela, sendo as províncias de Caracas, Cumaná, Barcelona, Barinas, Margarita, Mérida e Trujillo.

### Bandeiras Históricas

Primeira República da Venezuela
(1810-1812)